# Лицарський турнір

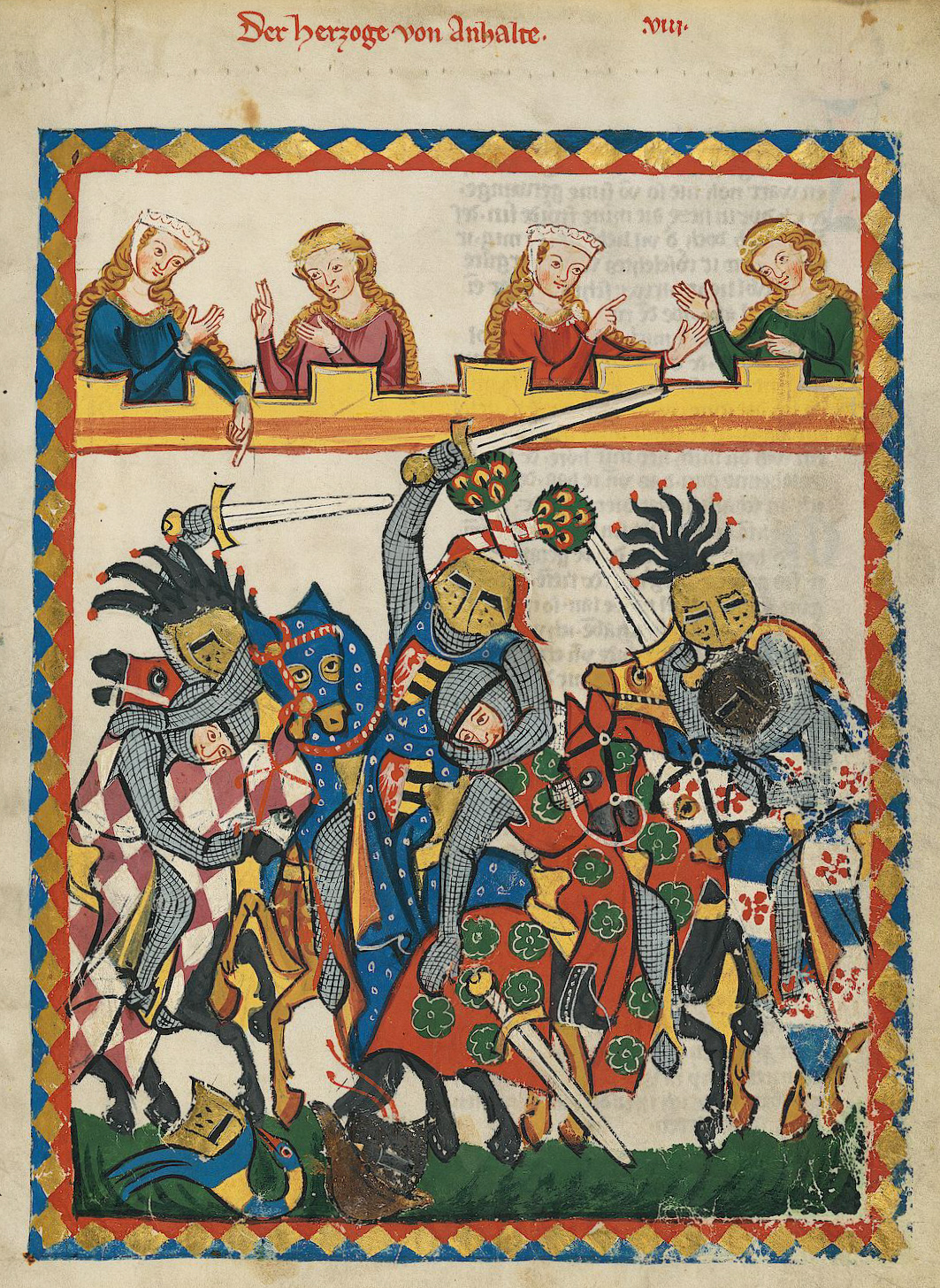
Турнір. Ілюстрація з Манесського кодексу XIV ст.

Лицарський турнір — військове змагання лицарів у середньовічній Західній Європі. Імовірно, турніри почали проводитись з другої половини XI століття. Батьківщина турнірів — Франція.

## Походження
Батьком турніру називають Жоффруа де Прейлі (перша половина XI століття). Призначення турніру — демонстрація бойових якостей лицарів, що складали головну військову силу Середньовіччя. Сучасні французькі історики пов'язують появу турнірів з ситуацією що склалася на той момент в Північній Франції серед лицарства. Внаслідок жорсткого майорату сформувався потужний прошарок молодших синів які не мали майже ніяких сподівань на батьківський спадок та родину. Єдиним шансом якось просунутися в житті для цих молодих вояків була війна, тож вони усіляко її підтримували, а часто й провокували. Феодали та голови знатних родів змушені були постійно утримувати в покорі цю буйну молодь. Хоч сама ідея змагань між вояками дуже давня, але турніри як постійне явище виникли саме як заміна війні в мирний час, аби чимось зайняти войовничих лицарів. Перші турніри проводилися на кордонах феодальних ворогів, без сторонніх глядачів і зводилися до боїв між двома загонами. Однак турніри розвивалися і поступово почали набувати ознак театралізованого спортивного дійства з правилами, регламентацією та глядачами.

## Влаштування та проведення
Турніри зазвичай влаштовувалися королем, графами або баронами, великими сеньйорами в особливо урочистих випадках: на честь шлюбів королів, принців крові, у зв'язку з народженням спадкоємців, укладанням миру і т. д. На турніри збиралися лицарі з усіх кінців Європи. Він відбувався публічно, при широкому скупченні феодальної знаті та народу.
|  | Якогось надвечір'я заполонивши двір, лицарство розмаїте затіяло турнір, і сходилися в герці на мить, і падав хтось... На молодців поглянути жіноцтво теж зійшлось. |

Зазвичай турніри проводилися взимку, найчастіше в лютому чи на Різдво. Рідше їх організовували в жовтні й на Великдень. Турніри також намагалися не проводити в неділю та у вихідні дні.
Найчастіше турніри починалися у понеділок чи вівторок і тривали до п'ятниці. При цьому перший день зазвичай відводився для змагань молодих та недосвідчених лицарів. Змагання тривали від полудня й до смеркання, після чого починався бенкет.
Для турніру обиралось підходяще місце поблизу великого міста. Влаштовувалося ристалище. Воно зазвичай мало чотирикутну форму і було обнесене дерев'яним бар'єром. Поруч ставились лавки, ложі, намети для глядачів. Проведення турніру регламентувалось особливим кодексом, за дотриманням якого стежили герольди, вони називали імена учасників і умови турніру.

## Умови та правила

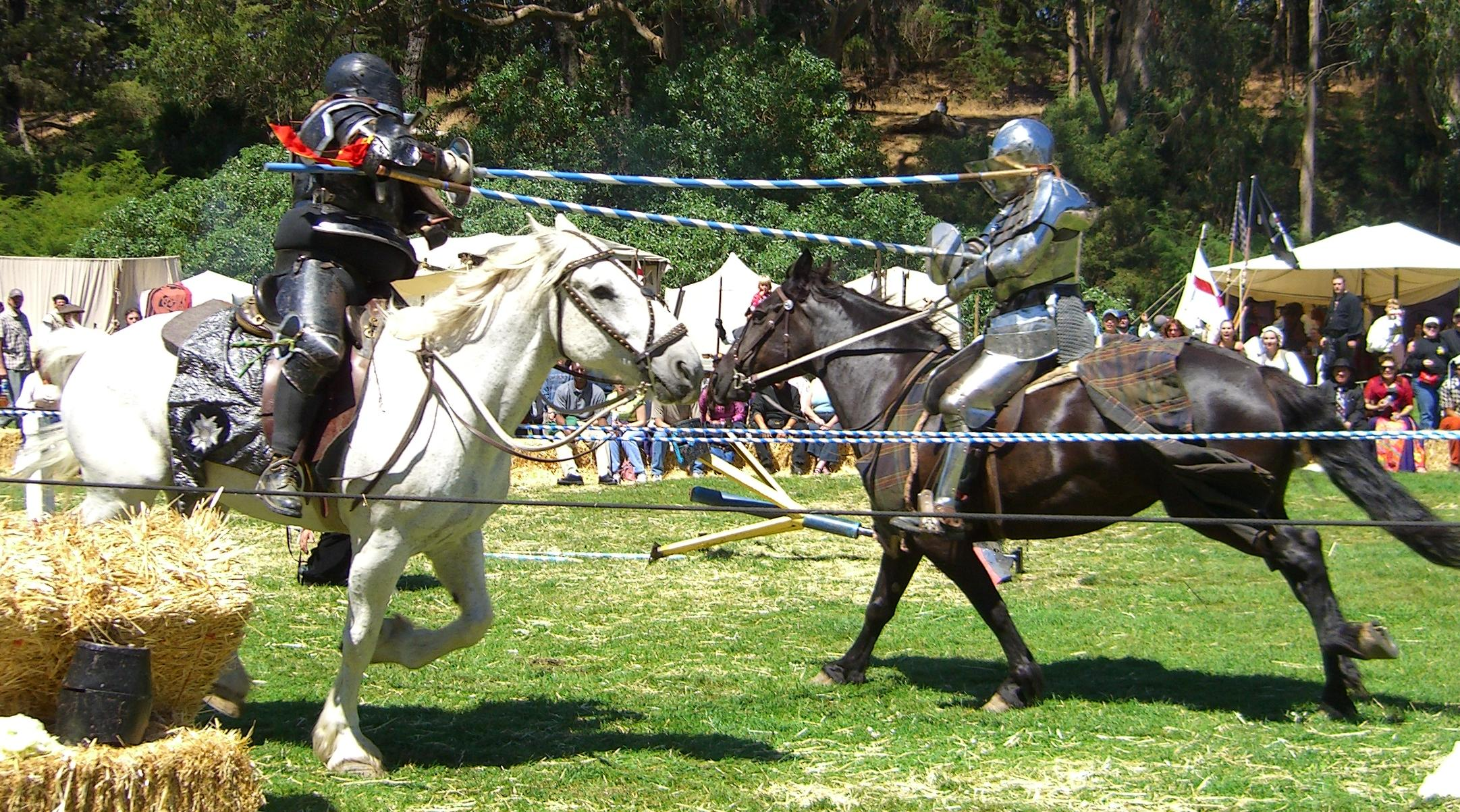
Сучасна реконструкція

Умови (правила) були різними. В цілому з часом турніри усе більше віддалялися від справжніх боїв, а з іншого постійно зростали вимоги до учасників турнірів, їх спорядження тощо. Тому ранні турніри фактично були повноконтактними боями простих воїнів у бойових обладунках, лише дещо пом'якшеними правилами, а пізні турніри це фактично елітний вид спорту який вимагав великих витрат і спеціального спорядження. Наприклад XIII столітті лицар не мав права брати участь у турнірі, якщо не міг довести, що чотири покоління його предків були вільними людьми. Згодом на турнірі почали перевіряти герби, запровадили спеціальні турнірні книги і турнірні списки. Учасники турнірів повинні були користуватися однаковою зброєю. Частіше за все спочатку лицарі, щойно посвячені в лицарське звання, так зване «жюте» мчали один на одного зі списом напереваги. Якщо списи ламалися, бралися за меч, потім за булаву. Турнірна зброя була тупою, і лицарі старалися лише вибити суперника з сідла. Такий поєдинок називався тіост — поєдинок на списах.
При проведенні турніру після численних індивідуальних поєдинків, які могли продовжуватися декілька днів, влаштовували головне змагання — імітацію битви двох загонів, сформованих за «націями» чи областями. Переможці брали супротивників в полон, забирали зброю і коней, змушували переможених платити викуп. Щоправда слід відзначити, що з часом від цього звичаю відмовлялися і трофеї усе більше ставали символічними, наприклад замість усього обладунку переможець забирав лише султан з шолому тощо. Лицарські поєдинки стали складовою частиною битв в нескінченних феодальних війнах. Такий поєдинок відбувався перед боєм, єдиноборство завершувалося смертю одного з лицарів. Якщо поєдинок не проводився, то вважалося, що бій початий «не за правилами».

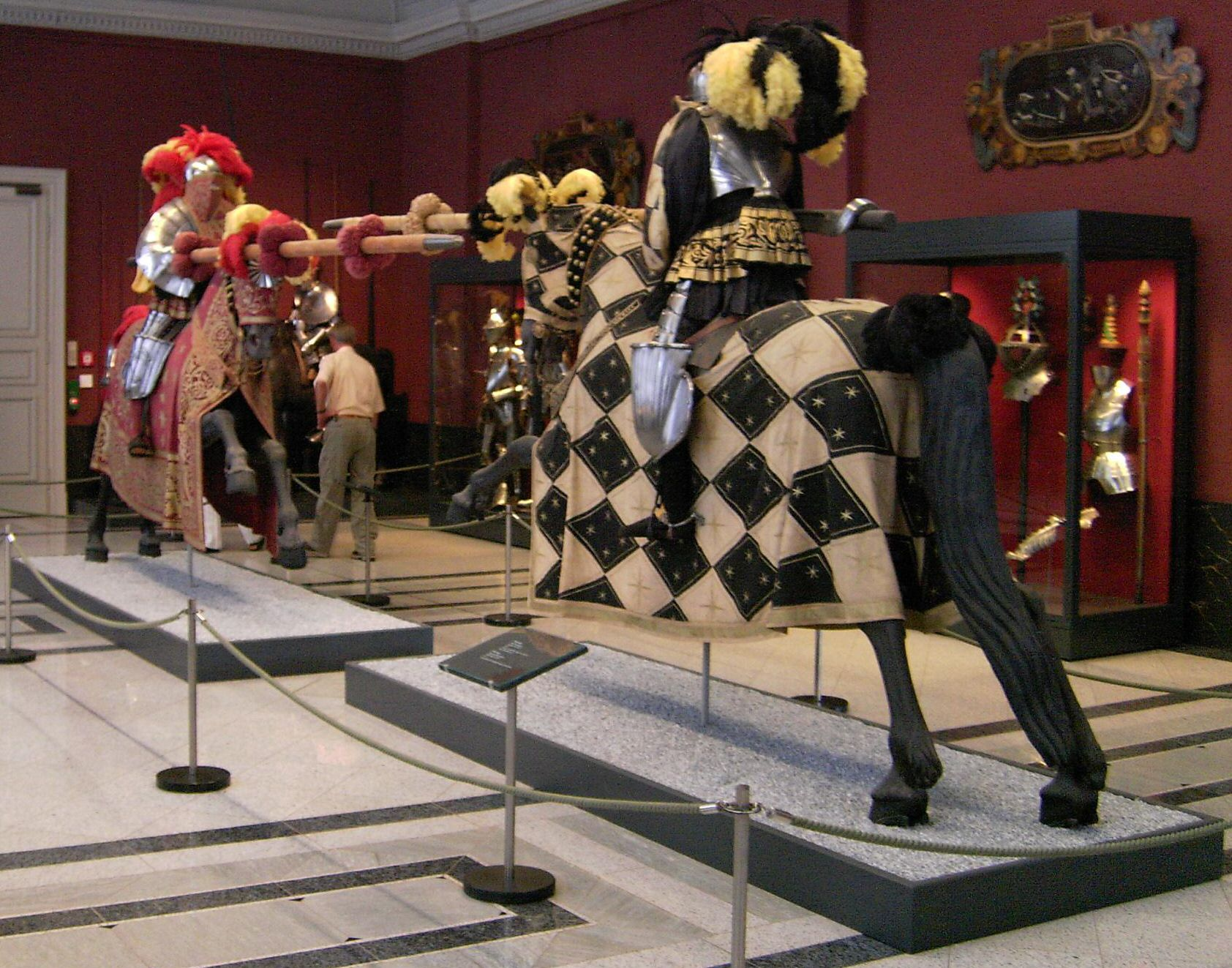
Сутичка лицарів. З виставки музею в Дрездені

З XIII століття турнір нерідко супроводжувався важкими пораненнями і навіть загибеллю учасників. Церква забороняла турніри та поховання загиблих, але звичай виявився стійким. По закінченні турніру називалися імена переможців, роздавалися нагороди. Переможець турніру мав право обрати королеву турніру. Турніри припинились в XVI столітті, коли лицарська кіннота втратила своє значення.
Формальним приводом для заборони турнірів став нещасний випадок, що стався в 1559 році на турнірі в честь мирних договорів Франції з Іспанією і Савоя, коли під час поєдинку графа Монтгомері і короля Генріха II останній був смертельно поранений уламком списа.

## Підручники
- 1438: Вправна верхова їзда